# Mercedes-Benz OM603
La sigla OM603 identifica una piccola famiglia di motori diesel prodotti dal 1985 al 1996 dalla Casa tedesca Mercedes-Benz.

## Profilo e caratteristiche

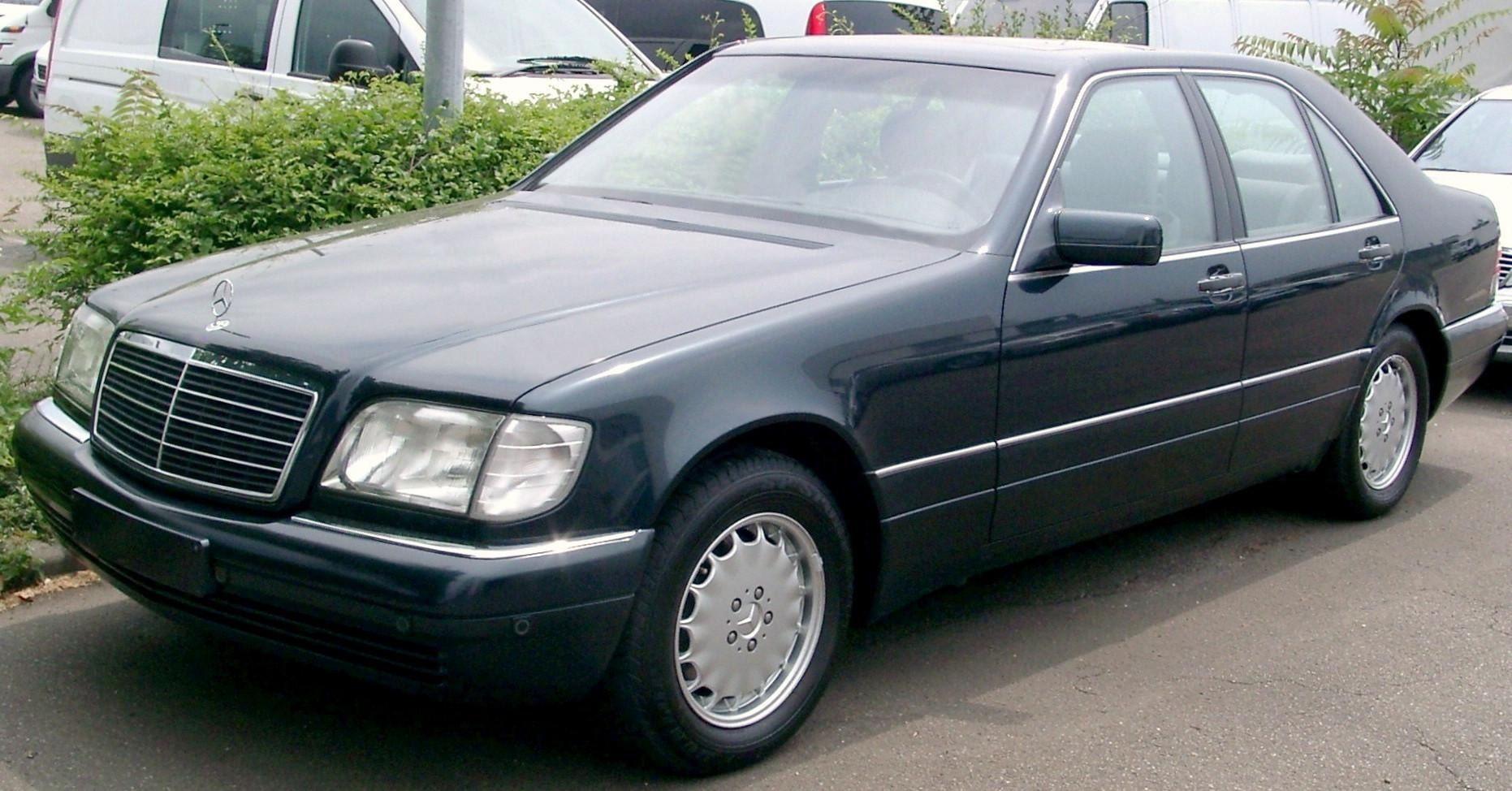
I motori OM603 sono stati montati anche su modelli di gran prestigio comel a Classe S W140

I motori OM603 hanno esordito nel 1985 con la versione di base da 3 litri, poco tempo dopo il lancio della corrispondente versione di base (2.5 litri) dei motori OM602, rispetto alla quale differisce unicamente per aver un cilindro in più (sei invece di cinque). Le dimensioni unitarie di ogni cilindro ed i materiali utilizzati per la costruzione dei motori OM603 ricalcano perfettamente quanto già avvenuto circa un anno prima con il 2.5 litri OM602 e prima ancora con il 2 litriOM601 a 4 cilindri. A parte il numero di cilindri, l'altra differenza sostanziale stava nell'albero a gomiti, un po' più lungo e dotato di 7 supporti di banco.

I motori OM603, essendo più grandi dei motori che costituivano le altre due famiglie, la OM602 e la OM601, erano destinati quindi a modelli di fascia superiore. Non è un caso, quindi, se tali motori sono arrivati ad equipaggiare persino modelli come la Classe S W140.

I motori OM603 sono stati prodotti in due versioni, una da 3 litri e l'altra da 3.5 litri. Mentre quest'ultima è esistita solo in configurazione sovralimentata, quella da 3 litri è esistita anche aspirata. Di seguito vengono mostrate le caratteristiche comuni alle due motorizzazioni:
- architettura a 6 cilindri in linea;
- monoblocco in ghisa;
- testata in lega di alluminio;
- inclinazione di 15° a destra;
- distribuzione ad un asse a camme in testa;
- rapporto di compressione: 22:1;
- testata a due valvole per cilindro;
- alimentazione ad iniezione indiretta Bosch con precamera;
- albero a gomiti su 7 supporti di banco.

Nel 1993 ha fatto la sua apparizione il 3 litri OM606, che gradualmente avrebbe sostituito entrambi i motori OM603, grazie alle sue prestazioni superiori.

### Versione da 3 litri
Il 3 litri OM603 era la prima versione ad esordire tra le due facenti parte di questa famiglia. Era caratterizzato da una cilindrata di 2996 cm³, data da misure di alesaggio e corsa pari ad 87x84 mm. È esistito sia aspirato che sovralimentato. L'esordio del 3 litri OM603 è avvenuto in forma aspirata, ma un anno dopo è stata introdotta la versione dotata di turbocompressore.

#### OM603D30 aspirato
Queste erano le caratteristiche del 3 litri OM603 aspirato, noto anche con la sigla OM603D30:
- potenza massima: 109 CV (113 CV dal 1989) a 4600 giri/min;
- coppia massima: 185 Nm (191 N·m dal 1989) a 2800 giri/min;
- applicazioni: 
  - Mercedes-Benz 300D W124 (1985-93);
  - Mercedes-Benz 300GD W463 (1990-93);
  - Mercedes-Benz G300 Diesel W463 (1993-94).

#### OM603D30 sovralimentato
Il 3 litri OM603 sovralimentato era noto con la sigla OM603D30A, e differiva dal 3 litri aspirato, appunto, per la presenza del turbocompressore che assicurava maggior coppia motrice e maggior potenza. Queste erano le sue caratteristiche ed applicazioni:
| Codice motore | Potenza max CV/rpm | Coppia max Nm/rpm | Applicazioni                        | Anni di produzione |
| ------------- | ------------------ | ----------------- | ----------------------------------- | ------------------ |
| 603.961       | 150/4600           | 273/2400          | Mercedes-Benz 300SD/SDL Turbodiesel | 1985-87            |
| 603.960       | 143/4600           | 267/2400          | Mercedes-Benz 300D Turbo W124       | 1986-88            |
| 603.960       | 147/4600           | 273/2400          | Mercedes-Benz 300D Turbo W124       | 1988-95            |

### Versione da 3.5 litri
Il motore OM603 da 3.5 litri è stato introdotto nel 1990 ed ha debuttato tra gli ultimissimi aggiornamenti della berlina di lusso della serie W126, pochi mesi prima che questa cedesse il passo alla nuova serie, la W140. Essendo tale motorizzazione prevista inizialmente solo per la W126 destinata al mercato USA, dove vigevano norme antinquinamento severissime, la potenza massima di questo propulsore era ridotta, tanto da stare al di sotto delle prestazioni del più piccolo 3 litri turbodiesel appartenente alla stessa famiglia e previsto per il mercato europeo. Quando è stata lanciata la Classe S W140, questo motore è stato proposto anche nel mercato europeo. Anche in questo caso, però, si è preferito privilegiare l'elasticità di marcia che non la potenza assoluta, per cui tale motore è stato limitato a 150 CV, solo 3 in più rispetto al 3 litri OM603 turbodiesel. 

Il motore OM603 da 3.5 litri è esistito solo in forma sovralimentata, sempre tramite turbocompressore. Tale motore è nato aumentando sia l'alesaggio che la corsa dei cilindri, per una cilindrata complessiva di 3449 cm³ (89x92.4 mm).

Di seguito sono mostrate le caratteristiche principali e le applicazioni del 3.5 OM603, noto anche con la sigla OM603D35A.
| Codice motore | Potenza max CV/rpm | Coppia max Nm/rpm | Applicazioni                                        | Anni di produzione |
| ------------- | ------------------ | ----------------- | --------------------------------------------------- | ------------------ |
| 603.970       | 136/4000           | 310/2000          | Mercedes-Benz 350SD/SDL Turbodiesel W126 (solo USA) | 1990-91            |
| 603.971       | 150/4000           | 310/2000          | Mercedes-Benz 300SD Turbodiesel W140                | 1991-93            |
| 603.971       | 150/4000           | 310/2000          | Mercedes-Benz S350 Turbodiesel W140                 | 1993-96            |
| 603.931       | 136/4600           | 305/1800          | Mercedes-Benz 350GD Turbo W463                      | 1991-93            |
| 603.931       | 136/4600           | 305/1800          | Mercedes-Benz G350 Turbodiesel W463                 | 1993-96            |